# Ванеса Посе
Ванеса Габриела Посе Леви (на испански: Vanessa Gabriela Pose Levy) е венецуелска актриса и модел, позната в България от теленовелата Аурора.

## Биография
Родена е на 12 март, 1990 в Каракас, Венецуела. Има двама братя: единият е по-голям, а другият е нейният брат-близнак. От страна на баща си Ванеса има още 4 полусестри. Изучава мода в академията „Жизел“.
По онова време ѝ се обаждат за роля в младежки сериал на име „Con toda el alma“, с който дебютира като актриса. Следва участие в теленовелата „Обърни се, да се влюбиш“. Актрисата не рискува и се премества в САЩ. През 2010 г. идва и първата роля в САЩ – тази на Елиса Алтамира в „Къде е Елиса?“. След този проект получава важна роля в теленовелата „Аурора“. Изиграва и ролята на Ема Аройо в „Смело сърце“, където си партнира с известни актьори като Химена Дуке, Фабиан Риос, Адриана Фонсека и други. Започва да учи моден дизайн в престижен венецуелски институт.

## Личен живот
В началото на август 2014 г. актрисата ражда момиченце, което носи името Хулиета.

## Филмография
- Смело сърце (Corazon valiente) (2012) – Ема Аройо
- Аурора (Aurora) (2010/11) – Виктория Отон/Ванеса Милер (като млада)
- Къде е Елиса ? (Donde esta Elisa ?) (2010) – Елиса Алтамира
- Обърни се да се влюбиш (Voltea pa' que te enamores) (2006) – Алегрия Гусман
- От все сърце (Con todo el alma) (2006) – Мария Виктория